# Muro de Aguas
Muro de Aguas – gmina w Hiszpanii, w prowincji La Rioja, w La Rioja, o powierzchni 30,9 km². W 2011 roku gmina liczyła 65 mieszkańców.